# Погруддя Михайла Грушевського (Шептицький)
Погруддя Михайла Грушевського у місті Шептицький Львівської області — один з перших пам'ятників українському історику, політику і громадському діячу Михайлові Сергійовичу Грушевському в Україні. Його авторами стали скульптор Іван Якунін та архітектор В. Захаряк.

## Відкриття
Погруддя було відкрито у жовтні 1992 року на честь 300 — річчя Кристинополя в Шептицькому на розі вулиць Михайла Грушевського та Героїв Майдану. Кошти на його спорудження були зібрані жителями міста. Таке рішення за № 59 було прийнято ще 28 січня 1992 року на сесії Львівської обласної ради. Охоронний № 1431.

## Розміри
Скульптура виготовлена у вигляді погрудного пам'ятника з кованої міді на постаменті з подіумом з бетону та мармурової крихти. Букви напису накладено з бронзи.